# توماس برينكمان (مغني)
توماس برينكمان (بالألمانية: Thomas Brinkmann)‏ هو مغني ألماني، ولد في 1959 في مونشنغلادباخ في ألمانيا.

## وصلات خارجية
- توماس برينكمان على موقع ميوزك برينز (الإنجليزية)
- توماس برينكمان على موقع أول ميوزيك (الإنجليزية)
- توماس برينكمان على موقع ديسكوغز (الإنجليزية)